# HD 181433 c
HD 181433 c (بالإنجليزية: HD 181433 c)‏ الذي يرمز له بالرمز HD 181433c، هو كوكب خارج المجموعة الشمسية، في كوكبة الطاووس، يتبع HD 181433 ‏.

## الاكتشاف
اكتشف في 16 يونيو 2008.